# Laura Gonçalves
Laura Adriana Gonçalves da Câmara (Baruta, 4 de fevereiro de 1989) é uma modelo venezuelana-portuguesa nascida na Venezuela. Foi eleita Miss Portugal 2011 em 29 de julho de 2011, no Hotel Miragem em Cascais.

## Biografia
Criada em Caracas, Venezuela, Laura formou-se na Academia Merici, uma prestigiada escola das Irmãs Ursulinas, em 2007. Mudou-se para Portugal, onde estuda na Universidade Nova de Lisboa, para seguir uma carreira de modelo.
Como Miss Portugal 2011, Laura marcou o retorno do país ao concurso Miss Universo, depois de nove anos de ausência. Em final realizada a 12 de setembro de 2011, em São Paulo, Laura tornou-se a primeira portuguesa a obter classificação no concurso, tendo chegado ao Top 10.
Além da classificação inédita, Laura tornou-se também a primeira semifinalista do Miss Universo a ser escolhida por voto popular.
Atualmente Laura reside na cidade do Porto, onde atua como gestora da Uber